# 1922 en sport

Cet article présente les faits marquants de l'année 1922 en sport.

## Automobile
- 15 juillet : neuvième édition du Grand Prix de France à Strasbourg. Le pilote italien Felice Nazzaro s'impose sur une Fiat.
- 4 septembre : deuxième édition du Grand Prix d'Italie à Monza. Le pilote italien Pietro Bordino s'impose sur une Fiat.

## Baseball
- Les New York Giants remportent les World Series face aux New York Yankees.
- George Sisler bat le record de Ty Cobb en frappant 257 coups sûrs en une saison.

## Basket-ball
- ICAM Lille champion de France.

## Cyclisme
- Le Belge Albert Dejonghe s’impose sur le Paris-Roubaix.
- Tour de France (25 juin - 23 juillet) : le Belge Firmin Lambot s’impose devant le Français Jean Alavoine et le Belge Félix Sellier.
  - Articlé détaillé : Tour de France 1922

## Football
- Liverpool FC champion d’Angleterre.
- Celtic champion d’Écosse.
- 15 avril : Morton remporte la Coupe d’Écosse face aux Rangers, 1-0.
- 29 avril : Huddersfield Town FC remporte la Coupe d’Angleterre face à Preston North End FC, 1-0.
- 7 mai : le Red Star remporte la Coupe de France face au Stade rennais, 2-0.
- 14 mai : FC Barcelone remporte la Coupe d’Espagne face au Real Union Club Irun, 5-1.
- 25 mai : Novese champion d’Italie de FIGC.
- Beerschot champion de Belgique.
- 18 juin : Pro Vercelli champion d’Italie de la CCI.
- 18 juin : Hambourg SV et 1.FC Nuremberg font match nul 2-2 en finale nationale du championnat d'Allemagne. Finale à rejouer.
- 6 août : Hambourg SV et 1.FC Nuremberg font match nul 1-1 en finale nationale du championnat d'Allemagne. La fédération allemande déclare le HSV champion, mais le club refuse. pas de champion d'Allemagne cette année.
  - Article détaillé : 1922 en football

## Football américain
- Canton Bulldogs champion de la National Football League. Article détaillé : Saison NFL 1922.

## Football canadien
- Coupe Grey : Université Queen's 13, Elks d'Edmonton 1.

## Golf
- L’Américain Walter Hagen remporte le British Open.
- L’Américain Gene Sarazen remporte l’US Open.
- L’Américain Gene Sarazen remporte le tournoi de l’USPGA.

## Hockey sur glace
- Les Saint-Patricks de Toronto remportent la Coupe Stanley 1922.
- 16 mars : la Tchécoslovaquie remporte le championnat d'Europe.
- Coupe Magnus : les Sports d’Hiver de Paris sont champions de France.
- HC Château d'Œx champion de Suisse (Ligue Internationale).
- EHC Saint-Moritz champion de Suisse (Ligue Nationale).

## Joute nautique
- Sauveur Liparoti (dit l'esquimau) remporte le Grand Prix de la Saint-Louis à Cette.

## Moto
- 19 - 20 mai : première édition du Bol d'or motocycliste. Le Suisse Zind gagne sur une Motosacoche.

## Natation
- 9 juillet : Johnny Weissmuller bat le record du monde du 100 m nage libre en 58,6 secondes, devenant le premier nageur à mettre moins d'une minute pour parcourir cette distance.

## Rugby à XV
- Le Pays de Galles remporte le Tournoi.
- Le Stade toulousain est champion de France.
- Le Gloucestershire champion d’Angleterre des comtés.
- Hawke’s Bay champion de Nouvelle-Zélande des provinces.
- Le Transvaal champion d’Afrique du Sud des provinces (Currie Cup).

## Tennis
- Championnat de France :
  - Le Français Henri Cochet s’impose en simple hommes.
  - La Française Suzanne Lenglen s’impose en simple femmes.
- Tournoi de Wimbledon :
  - L’Américain Gerald Patterson s’impose en simple hommes.
  - La Française Suzanne Lenglen s’impose en simple femmes.
- Championnat des États-Unis :
  - L’Américain Bill Tilden s’impose en simple hommes.
  - L’Américaine Molla Bjurstedt Mallory s’impose en simple femmes.
- Coupe Davis : les États-Unis s'imposent sur l'Australie : 4 - 1.

## Naissances
- 3 janvier : Jean Séphériades, aviron français († 21 août 2001).
- 19 janvier : Arthur Morris, joueur de cricket australien, comptant 46 sélections en test cricket de 1946 à 1955 († 22 août 2015).
- 27 mars : Alex Agase, joueur puis entraîneur américain de football U.S († 3 mai 2007).
- 1er avril : Vern Hoscheit, joueur, puis entraîneur, de baseball américain († 11 juin 2007).
- 23 avril : Henri Arnaudeau, footballeur français († 23 octobre 1987).
- 17 mai : Jean Rédélé, pilote automobile français († 10 août 2007).
- 3 juillet : Art Fowler, joueur américain de baseball († 29 janvier 2007).
- 10 juillet : 
  - Jake LaMotta, boxeur américain († 19 septembre 2017).
  - Herb McKenley, athlète jamaïcain, champion olympique du relais 4 × 400 mètres (1952) († 26 novembre 2007).
- 13 juillet : Ken Mosdell, joueur de hockey sur glace américain († 5 janvier 2006).
- 31 juillet : Hank Bauer, joueur américain de baseball († 9 février 2007).
- 19 septembre : Emil Zátopek, athlète tchèque († 22 novembre 2000).
- 28 octobre : Butch van Breda Kolff, joueur puis entraineur américain de basket-ball († 22 août 2007).
- 12 novembre : André Buffière, basketteur français († 2 octobre 2014).
- 19 novembre : Rajko Mitić, footballeur puis entraîneur et sélectionneur serbe († 29 mars 2008).
- 11 décembre : Nikolaï Ozerov, commentateur sportif soviétique († 2 juin 1997).
- 23 décembre : Micheline Ostermeyer, athlète française († 17 octobre 2001).